# 拉斯山
拉斯山（英語：Mount Rath），是南極洲的山峰，位於帕爾默地，處於歐文山東北面11公里，屬於赫頓山脈的一部分，美國地質調查局根據測量和美國海軍拍攝的空中照片繪入地圖，現時由南極條約體系管理。